# Светла недеља
Светла недеља, или Васкрсна, или Пасхална недеља је седмица после Васкрса. У православној цркви током ове седмице се сваког дана служи Света литургија као и на дан Васкрса.
Први понедељак после Васкрса зове се Побусани понедељак. Тога дана, по народном веровању и обичају, треба побусати гробове умрлих сродника бусењем са зеленом травом. У неким крајевима, овај дан се обележава као и задушнице.
Петак ове седмице посвећен је Богородици, и назива се још и Источни петак.
Светла недеља се завршава недељом Антипасхе. Током ове седмице, Царске двери се у храму све време држе отворене, све до Светле суботе. 
У овој седмици се не пости средом и петком. Од Светле недеље почиње Педесетница - период који траје педесет дана од Васкрса до Духова.